# 寺内 (秋田市)
寺内（てらうち）は秋田県秋田市にある大字である。郵便番号は011-0901となる。また、大字寺内に由来し「寺内」を冠した町名を持つ地区の総称でもある。各町の郵便番号は、寺内油田011-0903、寺内後城011-0906、寺内鵜ノ木011-0938、寺内大小路011-0908、寺内大畑011-0939、寺内神屋敷011-0905、寺内高野011-0937、寺内児桜011-0909、寺内堂ノ沢011-0902、寺内蛭根011-0904、寺内焼山011-0907。大字寺内と各町を合わせた人口は9,458人（2011年4月1日現在、住民基本台帳人口調査による）。
本項では、特に明記しない場合は地域総称としての寺内について述べる。

## 地理
秋田市の中心部から北西約5km、寺内山と称される古四王神社の鎮座する山を中心とした地区が寺内地区である。名称は古四王神社と一体となっていた四天王寺の寺内町であったことに由来する。
寺内山を中心とした丘陵は高清水丘陵といい、周辺は秋田城跡や後城遺跡といった遺跡と、古四王神社に代表される多数の神社仏閣、聖霊女子短期大学等の教育機関と高清水公園がある閑静な地区で、寺内山の西側にある護国神社への参道は桜並木となっている。住宅地は主に、高清水丘陵の東側や南側の平坦地に広がっている。また、西の秋田運河と国道7号に挟まれた区域には、工場や倉庫、配送センターなどがある。
元々の大字寺内は現在の寺内地区よりも北や西に大きく広がっていたが、住居表示に関する法律に基づき住居表示が行われた際、新道や区画整理に合わせて広い範囲が大字寺内から離脱し、特に北側1/3ほどは土崎港や将軍野などの他地区になった。残存している小字は、他の寺内地区とまったく接しない飛び地となった字将軍野（陸上自衛隊秋田駐屯地の南半分）、同じく飛び地の字通穴、国道7号の西側にある字後城・字大小路・字神屋敷・字蛭根、八橋・泉・外旭川に接する字三千刈・字イサノの4箇所に分散している。
寺内地区全体としては、東・南は八橋、西は秋田運河を挟んで新屋・向浜、北は土崎港・将軍野と接する。

### 小字
17の小字が設置されていたが、うち9の小字は住居表示実施に伴う区画整理で全域が他地区へ編入され消滅した。
- 字油田（あぶらでん） - 平成14年9月30日消滅
- 字イサノ（いさの）
- 字後城（うしろじょう）
- 字鵜ノ木（うのき） - 平成15年10月1日消滅
- 字大小路 （おおこうじ）
- 字大畑（おおはた） - 平成15年10月1日消滅
- 字神屋敷（かみやしき）
- 字高野（こうや） - 平成15年10月1日消滅
- 字児桜（こざくら） - 平成15年10月1日消滅
- 字三千刈（さんぜんがり）
- 字将軍野（しょうぐんの）
- 字堂ノ沢（どうのさわ） - 平成15年10月1日消滅
- 字通穴（とおりあな）
- 字鳥屋場（とりやば） - 昭和53年4月1日消滅
- 字蛭根（ひるね）
- 字幕洗川（まくあらいかわ） - 昭和43年8月1日消滅
- 字焼山（やけやま） - 平成15年10月1日消滅

### 河川
- 秋田運河（旧雄物川）
- 草生津川

### 湖沼
- 空素沼

## 世帯数と人口
2016年（平成28年）10月1日現在の世帯数と人口は以下の通りである。
| 小字         | 世帯数  | 人口    |
| ------------ | ------- | ------- |
| 寺内字イサノ | 202世帯 | 432人   |
| 寺内字三千刈 | 628世帯 | 1,175人 |
| 寺内字将軍野 | 7世帯   | 429人   |
| 寺内字通穴   | 20世帯  | 34人    |
| 計           | 857世帯 | 2,070人 |

## 歴史
寺内は、秋田平野の中央部に位置する高清水丘陵を中心として、南北に広がる地区であった。寺内山にある、秋田県内で最も格式が高いとされた古四王神社は、658年の創建と伝えられる。また、高清水丘陵は歴史上では高清水岡とも呼ばれ、秋田県内で初めて役所（出羽柵）が置かれた場所である。出羽柵から秋田城に改称した後、1050年頃の前九年の役を境に秋田城の名は廃れ、秋田城そのものも廃城になったと見られるが、秋田城跡からは12世紀から13世紀にかけての中世の遺構も発見されており、何らかの形で使用された可能性が高い。寺内後城の後城遺跡は、発掘物から推定される主要な年代が14世紀後半〜16世紀末であり、室町時代から織豊政権時代に至るまでの集落跡の遺跡である。発掘された陶器の産出場所（中国や越前・肥前などの遠方）から、この時代には既に、海の豪族と称され湊城に拠点を構えた湊安東氏の影響があると考えられている。
江戸時代になり湊城が廃されると、佐竹義宣が久保田藩内の街道整備を行った際、久保田城から土崎湊に至る羽州街道も寺内地区に新道を引くなどして整備された。これ以前に寺内地区を通る道は主に地区の西側を通過していたがこれは街道ではなく、古い街道は戸島・四ツ小屋・牛島一帯（久保田城南方）の雄物川の氾濫原を避けるためか後の羽州街道より大きく迂回しており、寺内付近でも地区の北側を通っていた。羽州街道が整備されたことで、寺内地区の南側から中央部にかけての交通の便が著しく向上した。
明治に入ると、1869年（明治2年）に戊辰戦争に殉じた戦没者が佐竹義堯によって高清水丘陵に祀られた。これは一旦焼失して久保田城址に移ったが、護国神社と改称された翌1940年に現在地となる高清水丘陵の秋田城跡に遷座した。平成2年に即位の礼に反対する過激派により放火され、社殿は全焼したが、2年後の平成4年に再建されている。

### 年表
- 658年（斉明天皇4年） - 阿倍比羅夫が古四王神社を創建と伝えられる。（社伝）
- 733年（天平5年）12月26日 - 出羽柵（後の秋田城）が秋田村高清水岡（現在の秋田市）へ移設される。（続日本紀）
  - この頃、四天王寺を創建し、神仏習合により四天王を祀る。
- 1690年（元禄3年） - 寺内村の一部が帳分けされ、川尻村枝郷の一部と合わせて水口村（現在の秋田市外旭川の一部）となる[5]。
- 1868年（明治1年）- 神仏分離令により四天王寺が分離される。
- 1869年（明治2年）- 久保田藩主佐竹義堯が戊辰戦争に殉じた官軍戦没者425柱を高清水岡に祀る。
- 1873年（明治6年）3月 - 大区小区制の改正に伴い、秋田郡寺内村は秋田県第1大区6小区に属した[6]。
- 1884年（明治17年）頃 - 郡区町村編制法の下で、南秋田郡八橋村と寺内村が連合。戸長役場は八橋村に設置される。
- 1886年（明治19年）- 俵屋火事。古四王神社も焼失。（2年後に再建）
- 1889年（明治22年）
  - 4月1日 - 町村制施行に伴い寺内村と八橋村が合併し、南秋田郡寺内村が発足。南秋田郡寺内村大字寺内となる。
    - 寺内村は単独立村を主張した[7]が、県が合併枠の変更を認めず、2村での合併となった。

  - 7月14日 - 秋田馬車鉄道（秋田市電の前身）新大工町 - 土崎間が開業。寺内村内には将軍野駅が設置される。
- 1893年（明治26年）- 佐竹義堯が祀った祠が焼失。
- 1906年（明治39年） - 字将軍野、字幕洗川の各一部が分割され、土崎港町大字寺内字将軍野、字幕洗川となる[8]。
- 1933年（昭和8年）8月1日 - 寺内村が町制施行し寺内町となったことに伴い、南秋田郡寺内町大字寺内となる。
- 1940年（昭和15年）- 秋田県護国神社が秋田城跡に遷座。
- 1941年（昭和16年）4月1日 - 寺内町が秋田市に編入されたことに伴い、秋田市大字寺内となる。
- 1952年（昭和27年）3月 - 陸上自衛隊秋田駐屯地創設。
- 1965年（昭和40年）12月31日 - 秋田市電廃止。
- 1968年（昭和43年）8月1日 - 住居表示実施。北～北西の約1/3が寺内地区から外れる。
- 1977年（昭和52年）10月24日 - 羽後黒川郵便局が移転し、秋田寺内郵便局に改称。
- 1990年（平成2年）
  - 4月4日 - 秋田市立寺内小学校が開校する。
  - 7月9日 - 護国神社が過激派に放火され焼失。（2年後に再建）

### 字域の変遷
以下は明記あるものを除き住居表示実施に伴う変更。
| 実施前       | 実施年月日           | 実施後                                                        | 備考                                                                        |
| ------------ | -------------------- | ------------------------------------------------------------- | --------------------------------------------------------------------------- |
| 寺内字油田   | 平成14年9月30日      | 寺内油田一丁目 てらうちあぶらでんいっちょうめ                 |                                                                             |
| 寺内字油田   | 平成14年9月30日      | 寺内油田二丁目 てらうちあぶらでんにちょうめ                   |                                                                             |
| 寺内字油田   | 平成14年9月30日      | 寺内油田三丁目（一部） てらうちあぶらでんさんちょうめ         |                                                                             |
| 寺内字油田   | 平成14年9月30日      | 寺内堂ノ沢一丁目（一部） てらうちどうのさわいっちょうめ       |                                                                             |
| 寺内字油田   | 平成14年9月30日      | 八橋大道東（一部） やばせだいどうひがし                       |                                                                             |
| 寺内字イサノ | 昭和57年5月1日       | 八橋イサノ二丁目（一部） やばせいさのにちょうめ               |                                                                             |
| 寺内字イサノ | （残存）寺内字イサノ |                                                               |                                                                             |
| 寺内字後城   | 昭和43年8月1日       | 土崎港南一丁目（一部） つちざきみなとみなみいっちょうめ       |                                                                             |
| 寺内字後城   | 平成15年10月1日      | 寺内後城（一部） てらうちうしろじょう                         |                                                                             |
| 寺内字後城   | （残存）寺内字後城   |                                                               |                                                                             |
| 寺内字鵜ノ木 | 平成15年10月1日      | 寺内鵜ノ木（一部） てらうちうのき                             |                                                                             |
| 寺内字鵜ノ木 | 平成15年10月1日      | 寺内児桜一丁目（一部） てらうちこざくらいっちょうめ           |                                                                             |
| 寺内字鵜ノ木 | 平成15年10月1日      | 寺内児桜二丁目（一部） てらうちこざくらにちょうめ             |                                                                             |
| 寺内字大小路 | 平成15年10月1日      | 寺内後城（一部） てらうちうしろじょう                         |                                                                             |
| 寺内字大小路 | 平成15年10月1日      | 寺内大小路（一部） てらうちおおこうじ                         |                                                                             |
| 寺内字大小路 | 平成15年10月1日      | 寺内神屋敷（一部） てらうちかみやしき                         |                                                                             |
| 寺内字大小路 | 平成15年10月1日      | 寺内焼山（一部） てらうちやけやま                             |                                                                             |
| 寺内字大小路 | （残存）寺内字大小路 |                                                               |                                                                             |
| 寺内字大畑   | 昭和43年8月1日       | 将軍野南一丁目（一部） しょうぐんのみなみいっちょうめ         |                                                                             |
| 寺内字大畑   | 昭和43年8月1日       | 土崎港南三丁目（一部） つちざきみなとみなみさんちょうめ       |                                                                             |
| 寺内字大畑   | 平成15年10月1日      | 寺内鵜ノ木（一部） てらうちうのき                             |                                                                             |
| 寺内字大畑   | 平成15年10月1日      | 寺内大畑 てらうちおおはた                                     |                                                                             |
| 寺内字大畑   | 平成15年10月1日      | 寺内高野（一部） てらうちこうや                               |                                                                             |
| 寺内字神屋敷 | 平成15年10月1日      | 寺内神屋敷（一部） てらうちかみやしき                         |                                                                             |
| 寺内字神屋敷 | 平成14年9月30日      | 寺内堂ノ沢二丁目（一部） てらうちどうのさわにちょうめ         |                                                                             |
| 寺内字神屋敷 | 平成14年9月30日      | 寺内蛭根三丁目（一部） てらうちひるねさんちょうめ             |                                                                             |
| 寺内字神屋敷 | （残存）寺内字神屋敷 |                                                               |                                                                             |
| 寺内字高野   | 昭和43年8月1日       | 将軍野南一丁目（一部） しょうぐんのみなみいっちょうめ         |                                                                             |
| 寺内字高野   | 昭和43年8月1日       | 将軍野南二丁目（一部） しょうぐんのみなみにちょうめ           |                                                                             |
| 寺内字高野   | 平成15年10月1日      | 将軍野南二丁目（一部） しょうぐんのみなみにちょうめ           |                                                                             |
| 寺内字高野   | 昭和43年8月1日       | 将軍野南四丁目（一部） しょうぐんのみなみよんちょうめ         |                                                                             |
| 寺内字高野   | 平成15年10月1日      | 寺内高野（一部） てらうちこうや                               |                                                                             |
| 寺内字高野   | 平成15年10月1日      | 寺内児桜三丁目（一部） てらうちこざくらさんちょうめ           |                                                                             |
| 寺内字児桜   | 平成15年10月1日      | 寺内鵜ノ木（一部） てらうちうのき                             |                                                                             |
| 寺内字児桜   | 平成15年10月1日      | 寺内神屋敷（一部） てらうちかみやしき                         |                                                                             |
| 寺内字児桜   | 平成15年10月1日      | 寺内児桜一丁目（一部） てらうちこざくらいっちょうめ           |                                                                             |
| 寺内字児桜   | 平成15年10月1日      | 寺内児桜二丁目（一部） てらうちこざくらにちょうめ             |                                                                             |
| 寺内字児桜   | 平成15年10月1日      | 寺内児桜三丁目（一部） てらうちこざくらさんちょうめ           |                                                                             |
| 寺内字三千刈 | 平成9年10月1日       | 外旭川八柳一丁目（一部） そとあさひかわやつやなぎいっちょうめ |                                                                             |
| 寺内字三千刈 | 平成15年10月1日      | 寺内児桜三丁目（一部） てらうちこざくらさんちょうめ           |                                                                             |
| 寺内字三千刈 | （残存）寺内字三千刈 |                                                               |                                                                             |
| 寺内字将軍野 | 昭和43年8月1日       | 将軍野東一丁目 しょうぐんのひがしいっちょうめ                 |                                                                             |
| 寺内字将軍野 | 昭和43年8月1日       | 将軍野東二丁目（一部） しょうぐんのひがしにちょうめ           |                                                                             |
| 寺内字将軍野 | 昭和43年8月1日       | 将軍野東三丁目（一部） しょうぐんのひがしさんちょうめ         |                                                                             |
| 寺内字将軍野 | 昭和45年5月1日       | 将軍野東四丁目（一部） しょうぐんのひがしよんちょうめ         |                                                                             |
| 寺内字将軍野 | 昭和43年8月1日       | 将軍野南一丁目（一部） しょうぐんのみなみいっちょうめ         |                                                                             |
| 寺内字将軍野 | 昭和43年8月1日       | 将軍野南二丁目（一部） しょうぐんのみなみにちょうめ           |                                                                             |
| 寺内字将軍野 | 昭和43年8月1日       | 将軍野南三丁目 しょうぐんのみなみさんちょうめ                 |                                                                             |
| 寺内字将軍野 | 昭和43年8月1日       | 将軍野南四丁目（一部） しょうぐんのみなみよんちょうめ         |                                                                             |
| 寺内字将軍野 | 昭和43年8月1日       | 将軍野南五丁目（一部） しょうぐんのみなみごちょうめ           |                                                                             |
| 寺内字将軍野 | 昭和45年5月1日       | 土崎港北二丁目（一部） つちざきみなときたにちょうめ           |                                                                             |
| 寺内字将軍野 | 昭和43年8月1日       | 土崎港東一丁目（一部） つちざきみなとひがしいっちょうめ       |                                                                             |
| 寺内字将軍野 | 昭和43年8月1日       | 土崎港東二丁目（一部） つちざきみなとひがしにちょうめ         |                                                                             |
| 寺内字将軍野 | 昭和43年8月1日       | 土崎港東三丁目（一部） つちざきみなとひがしさんちょうめ       |                                                                             |
| 寺内字将軍野 | 昭和43年8月1日       | 土崎港東四丁目（一部） つちざきみなとひがしよんちょうめ       |                                                                             |
| 寺内字将軍野 | 昭和43年8月1日       | 土崎港南三丁目（一部） つちざきみなとみなみさんちょうめ       |                                                                             |
| 寺内字将軍野 | 明治39年             | （土崎港町）寺内字将軍野 てらうち あざしょうぐんの            | 分割編入 昭和43年8月1日に全域が土崎港北一・三・四丁目、同東一〜四丁目へ編入 |
| 寺内字将軍野 | （残存）寺内字将軍野 |                                                               |                                                                             |
| 寺内字堂ノ沢 | 平成14年9月30日      | 寺内油田三丁目（一部） てらうちあぶらでんさんちょうめ         |                                                                             |
| 寺内字堂ノ沢 | 平成15年10月1日      | 寺内児桜三丁目（一部） てらうちこざくらさんちょうめ           |                                                                             |
| 寺内字堂ノ沢 | 平成14年9月30日      | 寺内堂ノ沢一丁目（一部） てらうちどうのさわいっちょうめ       |                                                                             |
| 寺内字堂ノ沢 | 平成14年9月30日      | 寺内堂ノ沢二丁目（一部） てらうちどうのさわにちょうめ         |                                                                             |
| 寺内字堂ノ沢 | 平成15年10月1日      | 寺内堂ノ沢三丁目 てらうちどうのさわさんちょうめ               |                                                                             |
| 寺内字通穴   | 昭和53年4月1日       | 将軍野青山町（一部） しょうぐんのあおやまちょう               |                                                                             |
| 寺内字通穴   | 昭和53年4月1日       | 将軍野桂町（一部） しょうぐんのかつらちょう                   |                                                                             |
| 寺内字通穴   | 昭和43年8月1日       | 将軍野東二丁目（一部） しょうぐんのひがしにちょうめ           |                                                                             |
| 寺内字通穴   | 昭和43年8月1日       | 将軍野東三丁目（一部） しょうぐんのひがしさんちょうめ         |                                                                             |
| 寺内字通穴   | 昭和45年5月1日       | 将軍野東四丁目（一部） しょうぐんのひがしよんちょうめ         |                                                                             |
| 寺内字通穴   | （残存）寺内字通穴   |                                                               |                                                                             |
| 寺内字鳥屋場 | 昭和53年4月1日       | 将軍野桂町（一部） しょうぐんのかつらちょう                   |                                                                             |
| 寺内字鳥屋場 | 昭和43年8月1日       | 将軍野東二丁目（一部） しょうぐんのひがしにちょうめ           |                                                                             |
| 寺内字鳥屋場 | 昭和43年8月1日       | 将軍野南四丁目（一部） しょうぐんのみなみよんちょうめ         |                                                                             |
| 寺内字鳥屋場 | 昭和43年8月1日       | 将軍野南五丁目（一部） しょうぐんのみなみごちょうめ           |                                                                             |
| 寺内字鳥屋場 | 昭和53年4月1日       | 将軍野向山（一部） しょうぐんのむかいやま                     |                                                                             |
| 寺内字蛭根   | 平成15年10月1日      | 寺内神屋敷（一部） てらうちかみやしき                         |                                                                             |
| 寺内字蛭根   | 平成14年9月30日      | 寺内蛭根一丁目（一部） てらうちひるねいっちょうめ             |                                                                             |
| 寺内字蛭根   | 平成14年9月30日      | 寺内蛭根二丁目 てらうちひるねにちょうめ                       |                                                                             |
| 寺内字蛭根   | 平成14年9月30日      | 寺内蛭根三丁目（一部） てらうちひるねさんちょうめ             |                                                                             |
| 寺内字蛭根   | （残存）寺内字蛭根   |                                                               |                                                                             |
| 寺内字幕洗川 | 昭和43年8月1日       | 土崎港東一丁目（一部） つちざきみなとひがしいっちょうめ       |                                                                             |
| 寺内字幕洗川 | 昭和43年8月1日       | 土崎港南一丁目（一部） つちざきみなとみなみいっちょうめ       |                                                                             |
| 寺内字幕洗川 | 昭和43年8月1日       | 土崎港南二丁目（一部） つちざきみなとみなみさんちょうめ       |                                                                             |
| 寺内字幕洗川 | 昭和43年8月1日       | 土崎港南三丁目（一部） つちざきみなとみなみさんちょうめ       |                                                                             |
| 寺内字幕洗川 | 明治39年             | （土崎港町）寺内字幕洗川 てらうち あざまくあらいかわ          | 分割編入 昭和43年8月1日に全域が土崎港中央二丁目、同南一・二丁目へ編入       |
| 寺内字焼山   | 平成15年10月1日      | 寺内後城（一部） てらうちうしろじょう                         |                                                                             |
| 寺内字焼山   | 平成15年10月1日      | 寺内大小路（一部） てらうちおおこうじ                         |                                                                             |
| 寺内字焼山   | 平成15年10月1日      | 寺内焼山（一部） てらうちやけやま                             |                                                                             |

## 交通

### 鉄道
- JR東日本奥羽本線 - 秋田貨物駅の北部で僅かに地内を通過する
- 秋田臨海鉄道南線

### 道路
- 国道7号秋田北バイパス
- 国道101号（国道7号と重複）
- 秋田県道56号秋田天王線
- 秋田県道65号寺内新屋雄和線

### バス
- 秋田中央交通
- 秋田市交通局（廃止・上記会社に路線譲渡）

## 施設

### 字イサノ
- ヤマト運輸八橋宅急便センター
- 日産サティオ秋田本社及び秋田店
- ネッツトヨタ秋田新国道中央店

### 字後城
- 秋田オイルターミナル
- 出光興産秋田油槽所
- 東西オイルターミナル秋田油槽所

### 字大小路
- 秋田石油基地防災
- JA全農あきた
- 東北製鋼
- 藤田金属秋田支社
- 太平興業秋田支社
- ヰセキ東北秋田支社
- 秋田日産自動車本社及び臨海店

### 字神屋敷
- 三菱農機販売秋田支店
- 秋田クボタ本社
- 佐藤産業
- 西濃運輸秋田支社
- JA全農あきた精米センター
- 東北セキスイ商事秋田営業所
- みちのくコカ・コーラボトリング秋田県本部
- サンライズシステムサービス

### 字三千刈
- 秋田県軽自動車協会
- 秋田食糧卸販売
- 秋田活版印刷
- 秋田スバル自動車本社・秋田店
- Honda Cars秋田中央
- ドコモショップ秋田新国道店

### 字将軍野
- 防衛省陸上自衛隊秋田駐屯地（飯島字長野・飯島字大崩・土崎港北三丁目に跨る）

### 字蛭根
- 秋田市建設部道路維持課
- 秋田中央交通臨海営業所
- エスケイエンジニアリング秋田支社
- 秋田いすゞ自動車本社・秋田営業所
- 秋田ヤナセ
- 富士フイルムBI秋田サービスセンター
- トヨタカローラ秋田カローラプラザ店

## 出身者
- 鈴木陽悦 (アナウンサー)
- 土田雅人 (ラグビー選手)